# نهر جوادالوبي
نهر وادي لُبّ أو وادي اللُّبّ أو (نقحرة: جوادالوبي) (بالإسبانية: Río Guadalupe)‏ ينبع من بلدية جوادالوبي بقصرش ويصب في نهر يانة. هو الرافد الأيمن لنهر إبرة الكبير. جاء اسمه هجينًا بين كلمة وادٍ باللغة العربية ولُب باللاتينية ليكون وادي لُبّ  والتي تعني نهر الذئاب. وتحولت التسمية إلى جوادالوبي في الإسبانية والبرتغالية وجوادلوب في اللغة الفرنسية.